# Canon EOS 30D
La Canon EOS 30D és una càmera reflex digital de gamma mitja, anunciada per Canon el 2006. Aquesta, és una evolució de la Canon 20D, llençada al mercat el 2004.
La 30D pot realitzar una ràfega de fins a 5 fps, consta d'un sistema AF de 9 punts i un sensor d'imatge de 8,2 megapíxels.

## Característiques
Les seves característiques més destacades són:
- Sensor CMOS APS-C de 8,2 megapíxels
- Processador d'imatge DIGIC II
- 9 punts d'autoenfocament
- Disparo continu de 5 fotogrames per segon
- Sensibilitat ISO 100 - 1.600 (ampliable fins a 3.200)
- Pantalla LCD de 2,5" de 230.000 píxels
- Bateria BP-511A

## Diferències respecte a la 20D
La 30D compte amb el mode puntual de mesura de llum, mentre que la 20D no. És la primera de la gamma en poder ajustar la velocitat del sensor en increments d'1/3 de pas de llum. El sistema d'enfocament automàtic encara que utilitza els mateixos 9 punts, té un algorisme millorat.
La nova Canon incorpora una pantalla de 2,5" de 230.000 píxels, a diferència de la 20D d'1,8" de 118.000 píxels.
I també consta d'un buffer més gran, de 30 fotos en JPG o 11 en RAW, en lloc de 23 o 6 en RAW, i una arrencada de la càmera més ràpida, de 0,15 segons.
Encara que la ràfega de les dues càmeres és identica, la 30D afegeix una opció a menys velocitat, de 3 fotogrames/s.

## Inclòs a la caixa
- Cos de la Canon EOS 30D[9]
- Corretja per la càmera EW-100DGR
- Bateria BP-511A
- Carregador de bateria CG-580/CB-5L
- Cable USB IFC-400CPU
- Cable de vídeo VC-100
- CD de software: EOS Digital Solution i d'instruccions

## Accessoris compatibles
- Tots els objectius amb muntura EF / EF-S
- Flaixos amb muntura Canon
- Targetes de memoria Compact Flash